# Christina Anna Skytte

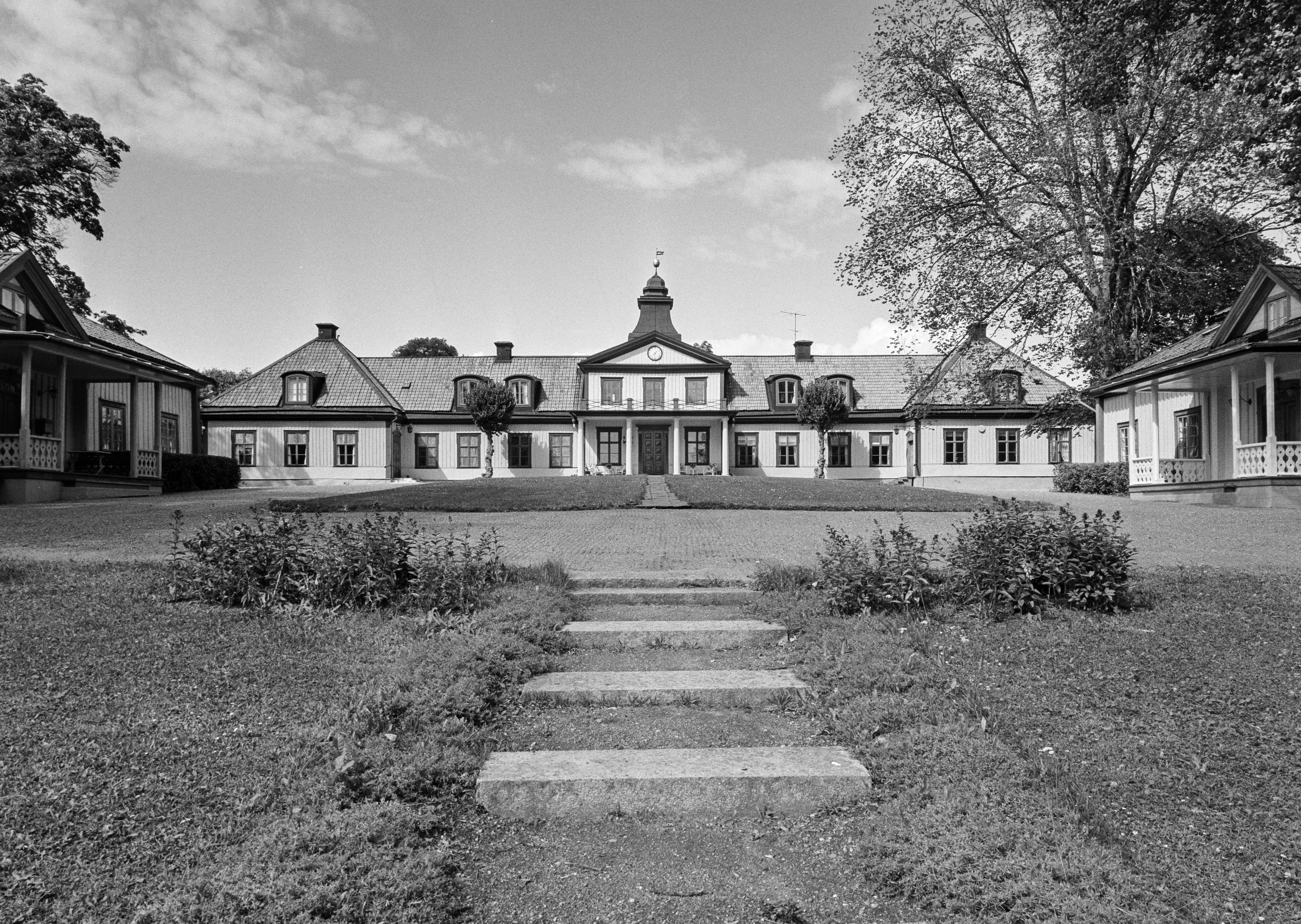
Edeby gård, a Ripsa

Christina Anna Skytte (Estocolm, 9 de novembre de 1643 – Hagelsrum (Suècia), 21 de gener de 1677) fou una baronessa i pirata sueca del segle xvii.
Christina Anna Skytte nasqué a la parroquia d'Ålems a Mönsterås al comtat suec de Kalmar. Els seus pares foren Anna Bielkenstjerna (c. 1617-1663) i Jacob Skytte af Duderhof (1616-1654) que serví com a governador d'Östergötland entre els anys 1645 i 1650. També fou la neta del governador suec Johan Skytte (1577–1645) i neboda de la intel·lectual i poetessa Vendela Skytte (1608–1629).

El seu germà, Gustav Skytte, capitanejà en secret un vaixell pirata a partir de 1657, atacant i saquejant vaixells en tota la mar Bàltica. Christina Ana i el seu promès Gustaf Drake (1634-84) també s'iniciaren en aquesta activitat i es convertiren en els seus socis. Christina Anna i Gustaf Drake no foren simples membres passius en l'empresa del seu germà i es creu que assassinaren un dels seus socis, probablement perquè estava intentant retirar del negoci.
En 1662 es va informar de la seva presència en un atac a un vaixell holandès en el que assassinaren tota la tripulació i enfonsaren la nau en algun lloc entre Öland i Bornholm. Aquest atac els va exposar, ja que les restes del naufragi aparegueren a la platja d'Öland l'agost del mateix any. Els rumors que circularen per la capital els assenyalaren com a responsables. L'enviat holandès a Estocolm exigí a les autoritats sueques que actuessin per a posar solució a aquell incident.
Christina Anna i Gustaf Drake es casaren en 1662 i fugiren a Dinamarca per a evitar ser arrestats. El seu germà, Gustav Skytte, no aconseguí escapar i va ser arrestat, jutjat per pirateria, considerat culpable i executat l'abril de 1663. Christina Anna només tenia 18 anys quan el seu germà va ser arresatt. Essent una dona casada i, a més, menor d'edat segons el dret contemposari, Christina Anna no fou perseguida, però el seu marit Gustaf Drake fou condemnat in absentia i els seus bens foren confiscants. En 1668 tornaren a Suència. Gustaf Drake fou jutjat a Gothenburg, però fou indultat. Finalment, la parella s'instal·là a Edeby gård, a la parròquia de Ripsa, ubicat a Nyköping.
Gustav Skytte és un personatge de la novel·la Fribytaren på Östersjön, escrita per Viktor Rydberg (1828-1895) l'any 1857.